# Eurycyde unispina
Eurycyde unispina là một loài nhện biển trong họ Ascorhynchidae. Loài này thuộc chi Eurycyde. Eurycyde unispina được miêu tả khoa học năm 1986 bởi Stock.